# Орисаре (општина)
Општина Орисаре (ест. Orissaare vald) рурална је општина у североисточном делу округа Сарема на западу Естоније.
Општина обухвата крајњи североисточни део острва Сареме и заузима територију површине 163,02 km2. Граничи се са општинама Муху на истоку, Лејси на западу, те Лајмјала, Појде и Ваљала на југу.
Према статистичким подацима из јануара 2016. на територији општине живело је 1.827 становника, или у просеку око 11,2 становника по квадратном километру.
Административни центар општине налази се у селу Орисаре у ком живи свега око 800 становника.
На територији општине налази се 37 села. 